# Amphinemura flabellata
Amphinemura flabellata är en bäcksländeart som beskrevs av Li, W. och Ding Yang 2008. Amphinemura flabellata ingår i släktet Amphinemura och familjen kryssbäcksländor. Inga underarter finns listade i Catalogue of Life.